# Фортсон, Кортни
Кортни Фортсон (англ. Courtney Fortson; 23 мая 1988, Монтгомери, Алабама, США) — американский профессиональный баскетболист, играющий на позиции разыгрывающего защитника.

## Карьера
Начал карьеру в колледже Арканзаса на позиции разыгрывающего. В декабре 2008 года он стал обладателем второго за всю историю школы трипл-дабла (20 очков, 12 передач и 10 подборов) в игре против университета Северной Каролины, завершившейся победой его команды.
Оставшись незадрафтованным на драфте НБА в 2010 году, в ноябре Фортсон подписал контракт с румынским клубом «Стяуа» (Бухарест), но играл там всего лишь 3 месяца и покинул клуб в январе 2011 года. В марте 2011 года он стал игроком «Рино Бигхорнс» — клуба Лиги развития НБА.
В ноябре 2011 года Фортсон был приобретен другим клубом Лиги развития НБА — «Лос-Анджелес Ди-Фендерс» . 8 декабря 2011 года он заключил негарантированной годичный контракт с клубом «Лос-Анджелес Клипперс» . Однако, спустя две недели клуб от него отказался, несмотря на то, что регулярный сезон 2011-12 года ещё не стартовал и Кортни вновь присоединился к Ди-Фендерс. Спустя время, «Клипперс» все-таки заключили контракт с Фортсоном. 16 января 2012 года с ним был подписан контракт на десять дней. Тем не менее, 27 января 2012 года было решено не оставлять Фортсона в «Клипперс», за дни контракта Фортсон четыре раза выходил на площадку в составе команды со скамейки запасных. Спустя месяц, в марте, Фортсон подписал десятидневный контракт с клубом «Хьюстон Рокетс», а затем был подписан техасцами на оставшуюся часть сезона. В сентябре 2012 года Хьюстон с ним расстался. Фортсон, опять же, подписал контракт с «Лос-Анджелес Клипперс», для участия в тренировочном лагере клуба и играх Летней лиги НБА. Но закрепиться в составе так и не смог, а 7 октября 2012 года, он и Крис Джонсон стали отказниками «Клипперс». В том же месяце он присоединился к «Лос-Анджелес Ди-Фендерс», где разыгрывающий выступал с показателями 17.8 очка, 7.1 передачи, 5.0 подбора и 2.0 перехвата в среднем за игру.
4 февраля 2013 года Фортсон был выбран в качестве участника Матча всех звёзд Лиги развития НБА 2013 года. После окончания сезона в Лиге развития Фортсон играл в венесуэльском клубе «Тротамундос де Карабобо», где набирал 21.5 очка, делал 4.1 передачи, 3.4 подбора и 2.5 перехвата. В сентябре 2013 года он подписал двухлетний контракт по системе 1+1 c саратовским «Автодором». В составе «Автодора» он стал победителем российской Суперлиги сезона 2013/14 и был признан MVP турнира.
В июне 2014 года снова подписал контракт с «Тротамундос де Карабобо». 5 июля того же года вернулся в «Автодор».
11 июля 2015 года перешёл в турецкий «Банвит», но расстался с клубом еще до завершения сезона. В июле 2016 года решил продолжить карьеру в Китае. В сезоне 2017/18 был признан самым ценным иностранным игроком CBA. Он набирал 31.1 очко, делал 12 передач и 7.8 подборов, помог команде дойти до финала плей-офф.

## Статистика

### Статистика в НБА
| Сезон                                                                                    | Команда  | Регулярный сезон | Регулярный сезон | Регулярный сезон | Регулярный сезон | Регулярный сезон | Регулярный сезон | Регулярный сезон | Регулярный сезон | Регулярный сезон | Регулярный сезон | Регулярный сезон | Серия плей-офф | Серия плей-офф | Серия плей-офф | Серия плей-офф | Серия плей-офф | Серия плей-офф | Серия плей-офф | Серия плей-офф | Серия плей-офф | Серия плей-офф | Серия плей-офф |
| Сезон                                                                                    | Команда  | GP               | GS               | MPG              | FG%              | 3P%              | FT%              | RPG              | APG              | SPG              | BPG              | PPG              | GP             | GS             | MPG            | FG%            | 3P%            | FT%            | RPG            | APG            | SPG            | BPG            | PPG            |
| ---------------------------------------------------------------------------------------- | -------- | ---------------- | ---------------- | ---------------- | ---------------- | ---------------- | ---------------- | ---------------- | ---------------- | ---------------- | ---------------- | ---------------- | -------------- | -------------- | -------------- | -------------- | -------------- | -------------- | -------------- | -------------- | -------------- | -------------- | -------------- |
| 2011/12                                                                                  | Клипперс | 4                | 0                | 11,5             | 41,7             | 25,0             | 66,7             | 2,0              | 1,3              | 0,0              | 0,0              | 4,3              | Не участвовал  | Не участвовал  | Не участвовал  | Не участвовал  | Не участвовал  | Не участвовал  | Не участвовал  | Не участвовал  | Не участвовал  | Не участвовал  | Не участвовал  |
| 2011/12                                                                                  | Хьюстон  | 6                | 0                | 8,2              | 30,0             | 22,2             | 66,7             | 1,2              | 0,8              | 0,5              | 0,0              | 3,0              | Не участвовал  | Не участвовал  | Не участвовал  | Не участвовал  | Не участвовал  | Не участвовал  | Не участвовал  | Не участвовал  | Не участвовал  | Не участвовал  | Не участвовал  |
|                                                                                          | Всего    | 10               | 0                | 9,5              | 34,4             | 23,1             | 66,7             | 1,5              | 1,0              | 0,3              | 0,0              | 3,5              | Не участвовал  | Не участвовал  | Не участвовал  | Не участвовал  | Не участвовал  | Не участвовал  | Не участвовал  | Не участвовал  | Не участвовал  | Не участвовал  | Не участвовал  |
| Наведите курсор мыши на аббревиатуры в заголовке таблицы, чтобы прочесть их расшифровку. |          |                  |                  |                  |                  |                  |                  |                  |                  |                  |                  |                  |                |                |                |                |                |                |                |                |                |                |                |

### Статистика в Д-Лиге
| Сезон                                                                                    | Команда      | Регулярный сезон | Регулярный сезон | Регулярный сезон | Регулярный сезон | Регулярный сезон | Регулярный сезон | Регулярный сезон | Регулярный сезон | Регулярный сезон | Регулярный сезон | Регулярный сезон | Серия плей-офф | Серия плей-офф | Серия плей-офф | Серия плей-офф | Серия плей-офф | Серия плей-офф | Серия плей-офф | Серия плей-офф | Серия плей-офф | Серия плей-офф | Серия плей-офф |
| Сезон                                                                                    | Команда      | GP               | GS               | MPG              | FG%              | 3P%              | FT%              | RPG              | APG              | SPG              | BPG              | PPG              | GP             | GS             | MPG            | FG%            | 3P%            | FT%            | RPG            | APG            | SPG            | BPG            | PPG            |
| ---------------------------------------------------------------------------------------- | ------------ | ---------------- | ---------------- | ---------------- | ---------------- | ---------------- | ---------------- | ---------------- | ---------------- | ---------------- | ---------------- | ---------------- | -------------- | -------------- | -------------- | -------------- | -------------- | -------------- | -------------- | -------------- | -------------- | -------------- | -------------- |
| 2010/11                                                                                  | Рино         | 5                | 1                | 6,0              | 42,9             | 0,0              | 42,9             | 0,2              | 0,6              | 0,2              | 0,0              | 1,8              | 2              | 0              | 0,4            | 0,0            | 0,0            | 0,0            | 0,0            | 0,0            | 0,0            | 0,0            | 0,0            |
| 2011/12                                                                                  | Лос-Анджелес | 29               | 14               | 33,9             | 48,1             | 40,4             | 80,4             | 4,3              | 5,9              | 2,2              | 0,1              | 17,0             | Не участвовал  | Не участвовал  | Не участвовал  | Не участвовал  | Не участвовал  | Не участвовал  | Не участвовал  | Не участвовал  | Не участвовал  | Не участвовал  | Не участвовал  |
| 2011/12                                                                                  | Рио-Гранде   | 2                | 2                | 38,4             | 37,1             | 33,3             | 71,4             | 7,0              | 10,5             | 2,0              | 0,0              | 20,0             | Не участвовал  | Не участвовал  | Не участвовал  | Не участвовал  | Не участвовал  | Не участвовал  | Не участвовал  | Не участвовал  | Не участвовал  | Не участвовал  | Не участвовал  |
| 2012/13                                                                                  | Лос-Анджелес | 46               | 46               | 38,4             | 39,8             | 35,5             | 76,6             | 5,0              | 7,1              | 2,0              | 0,1              | 17,8             | Не участвовал  | Не участвовал  | Не участвовал  | Не участвовал  | Не участвовал  | Не участвовал  | Не участвовал  | Не участвовал  | Не участвовал  | Не участвовал  | Не участвовал  |
|                                                                                          | Всего        | 82               | 63               | 34,8             | 42,4             | 37,0             | 77,2             | 4,5              | 6,4              | 2,0              | 0,1              | 16,6             | 2              | 0              | 0,4            | 0,0            | 0,0            | 0,0            | 0,0            | 0,0            | 0,0            | 0,0            | 0,0            |
| Наведите курсор мыши на аббревиатуры в заголовке таблицы, чтобы прочесть их расшифровку. |              |                  |                  |                  |                  |                  |                  |                  |                  |                  |                  |                  |                |                |                |                |                |                |                |                |                |                |                |

### Статистика в колледже
| Сезон                                                                                   | Команда  | GP | GS | MPG  | FG%  | 3P%  | FT%  | RPG | APG | SPG | BPG | PPG  |  |
| --------------------------------------------------------------------------------------- | -------- | -- | -- | ---- | ---- | ---- | ---- | --- | --- | --- | --- | ---- |  |
| 2008/09                                                                                 | Арканзас | 29 | 28 | 32,8 | 42,4 | 31,0 | 60,3 | 5,5 | 5,9 | 1,1 | 0,1 | 14,8 |  |
| 2009/10                                                                                 | Арканзас | 18 | 18 | 33,3 | 36,1 | 31,3 | 75,9 | 5,2 | 5,7 | 1,4 | 0,2 | 17,9 |  |
|                                                                                         | Всего    | 47 | 46 | 33,0 | 39,7 | 31,1 | 67,7 | 5,4 | 5,9 | 1,2 | 0,1 | 16,0 |  |
| Наведите курсор мыши на аббревиатуры в заголовке таблицы, чтобы прочесть их расшифровку |          |    |    |      |      |      |      |     |     |     |     |      |  |

### Статистика в других лигах
| Сезон                                                                                   | Команда     | Лига                | GP  | GS | MPG  | FG%  | 3P%  | FT%  | RPG | APG | SPG | BPG | PPG  |  |
| 2012/13                                                                                 | Тротамундос | Чемпионат Венесуэлы | 15  | 15 | 32,4 | 48,8 | 37,5 | 81,0 | 3,4 | 4,1 | 2,5 | 0,1 | 21,5 |  |
| 2013/14                                                                                 | Тротамундос | Чемпионат Венесуэлы | 5   | 0  | 17,2 | 42,3 | 11,1 | 66,7 | 4,0 | 0,6 | 0,6 | 0,2 | 6,2  |  |
| 2014/15                                                                                 | Все клубы   | Все лиги            | 45  | 45 | 37,1 | 40,5 | 39,6 | 78,3 | 4,7 | 8,6 | 1,6 | 0,1 | 18,6 |  |
| 2014/15                                                                                 | Автодор     | Единая лига ВТБ     | 32  | 32 | 36,6 | 39,1 | 37,7 | 79,8 | 4,2 | 8,2 | 1,4 | 0,1 | 19,1 |  |
| 2014/15                                                                                 | Автодор     | Кубок вызова        | 13  | 13 | 38,2 | 44,4 | 46,0 | 73,5 | 6,0 | 9,8 | 1,9 | 0,2 | 17,2 |  |
| 2015/16                                                                                 | Все клубы   | Все лиги            | 38  | 37 | 34,8 | 37,4 | 31,6 | 83,1 | 4,3 | 6,1 | 1,5 | 0,1 | 15,1 |  |
| 2015/16                                                                                 | Банвит      | Чемпионат Турции    | 20  | 19 | 35,1 | 39,4 | 38,4 | 85,2 | 4,4 | 6,5 | 1,2 | 0,1 | 16,3 |  |
| 2015/16                                                                                 | Банвит      | Tdhjre,jr           | 18  | 18 | 34,6 | 35,2 | 25,0 | 80,4 | 4,3 | 5,8 | 1,8 | 0,1 | 13,8 |  |
|                                                                                         |             | Всего               | 103 | 97 | 34,6 | 40,7 | 35,8 | 80,2 | 4,4 | 6,7 | 1,6 | 0,1 | 17,1 |  |
| Наведите курсор мыши на аббревиатуры в заголовке таблицы, чтобы прочесть их расшифровку |             |                     |     |    |      |      |      |      |     |     |     |     |      |  |